# Сюгинка
Сюгинка — река в России, протекающая по территории Вавожского и Можгинского районов Удмуртской Республики. Устье реки находится в 134 км по левому берегу реки Вала. Длина реки составляет 30 км. Площадь бассейна — 133 км².
Исток находится на Можгинской возвышенности в Обуховском лесу к юго-востоку от деревни Новые Какси (Вавожский район) в 21 км к юго-западу от села Вавож. Исток и первые километры течения проходят по Вавожскому району, основное течение — по Можгинскому. Река течёт на юго-восток, протекает деревни Большая Сюга и Малая Сюга. Течение быстрое. Впадает в Валу в 10 км к северо-востоку от центра города Можга.

## Данные водного реестра
По данным государственного водного реестра России относится к Камскому бассейновому округу, водохозяйственный участок реки — Вятка от водомерного поста посёлка городского типа Аркуль до города Вятские Поляны, речной подбассейн реки — Вятка. Речной бассейн реки — Кама.
Код объекта в государственном водном реестре — 10010300512111100039184.